# Алекс Роу
Александр Майкл Роу-Браун (нар. 9 травня 1990) — англійський актор кіно і телебачення, відомий за ролями Джея Кітона в серіалі Утікачі та Бена в серіалі Сирена. Зіграв головні ролі в фільмах П'ята хвиля, Спекотні літні ночі, Дзвінки, Назавжди моя дівчина та інших.

## Біографія
Алекс Роу народився у Лондоні, виріс у районі Ладбрук Гроув. Батько працював сантехніком, а мати — балериною. До 2009 року навчався в Гаммерсміті.
Захоплюється спортом, особливо футболом, грав у ролі нападника. Приєднався до футбольного клубу «Другий дивізіон», коли йому було 16, а потім рік грав у Іспанії. Після повернення до школи в Англії, до початку акторської кар'єри, грав у напівпрофесійний футбол. Продовжив грати у футбол навіть після того, як він переїхав до Лос-Анджелеса. Виступає за аматорську команду Атлетико Сілверлейк.

## Кар'єра
Вперше на екрані Роу з'явився в рекламі шоколаду «Milky Way» ще будучи дитиною. В 2000 році, у віці 10 років, дебютував у фільмі жахів Поклик. Роу також грав головну роль Джея Кітона в дитячому науково-фантастичному серіалі «Утікачі» у 2005 році.
Після того як переїхав до Лос-Анджелеса, грав у ряді голлівудських фільмів. Зіграв одну з головних ролей Евана Вокера у науково-фантастичному фільмі 2016 року П'ята хвиля, після чого зіграв головну роль Холта Ентоні у фільмі жахів Дзвінки 2017 року.
Роу з'явився у фільмі Спекотні літні ночі, прем'єра якого відбулася у березні 2017 року, а вихід у прокат в 2018.
У 2018 році зіграв провідну роль кантрі-співака у фільмі Назавжди моя дівчина. Для цієї ролі він навчився співати.
Грає головну роль Бенджаміна Поналла у телесеріалі «Сирена» (англ. Freeform), починаючи з 2018 року.

## Фільмографія

### Фільми
|      | Українська назва     | Оригінальна назва | Роль            |
| ---- | -------------------- | ----------------- | --------------- |
| 2000 | Поклик               | The calling       | Ділан           |
| 2014 | Снайпер: Спадщина    | Sniper: Legacy    | Різ             |
| 2016 | П'ята хвиля          | The 5th Wave      | Еван Вокер      |
| 2017 | Спекотні літні ночі  | Hot Summer Nights | Хантер Стробери |
| 2017 | Дзвінки              | Rings             | Холт Ентоні     |
| 2018 | Назавжди моя дівчина | Forever My Girl   | Ліам Пейдж      |

### Телесеріали
|             | Українська назва | Оригінальна назва | Роль             | Примітки     |
| ----------- | ---------------- | ----------------- | ---------------- | ------------ |
| 2011        | Голіокс          | Hollyoaks         | Тобі             | 1 епізод     |
| 2018 – 2020 | Сирена           | Siren             | Бенджамін Поналл | головна роль |